# Robotsilo

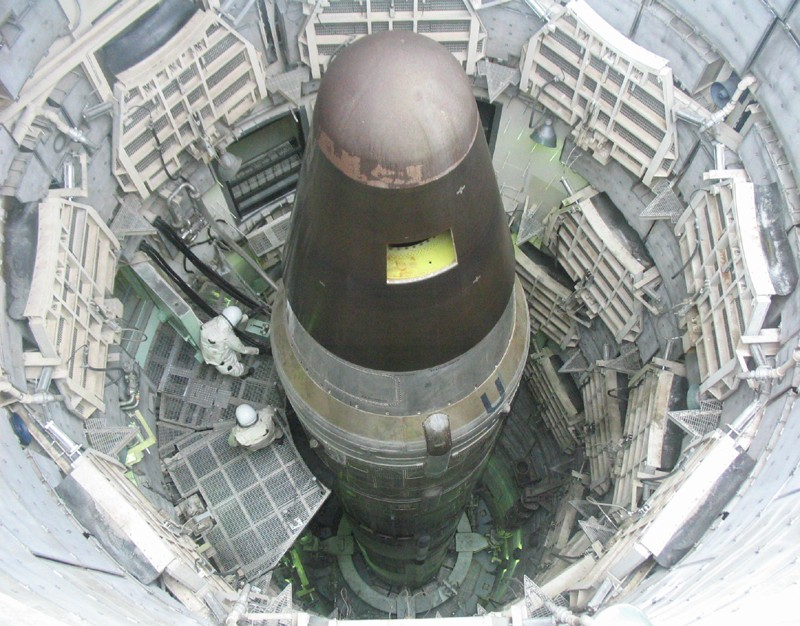
En raket i en robotsilo

En robotsilo är en behållare där robotar förvaras i avvaktan på att de ska skjutas iväg. Oftast finns robotsiloer på ubåtar eller på land. Robotar som finns i siloer kan direkt avfyras utan att tankning eller andra åtgärder krävs.